# عمائر آل حميدان
عمائر آل حميدان هو مركز تابع لمحافظة تثليث في منطقة عسير في المملكة العربية السعودية.